# Stadsbygd
Stadsbygd är en tätort i Indre Fosens kommun i Trøndelag fylke i mellersta Norge. Orten utgjorde tidigare centralort i dåvarande Stadsbygds kommun i Sør-Trøndelag fylke.